# Premio Carmen Lyra
El Premio Carmen Lyra de literatura infantil y juvenil es otorgado por la Editorial Costa Rica, en un género literario diferente (alternado) entre varias obras que sean sometidas a concurso.
El Premio era otorgado anualmente hasta el año 2007, cuando la Editorial decidió que este se entregaría cada dos años.
El nombre del Premio corresponde al seudónimo de la escritora costarricense María Isabel Carvajal Quesada (1888-1949).
"Bandas Callejeras" de Germán Cabrera fue la más reciente obra ganadora, en junio del 2013.

## Lista de Ganadores
| Año  | Ganador               | Obra                                    | Género                  |
| ---- | --------------------- | --------------------------------------- | ----------------------- |
| 2021 | Braulio Barquero Mora | Un árbol curioso                        | Álbum ilustrado         |
| 2019 | Erick Artavia Álvarez | Angelo Dann: Otros tiempos, otros modos | Novela                  |
| 2017 | Mar Cole de Temple    | El diamante del alma                    | Novela                  |
| 2015 | revocado              | revocado                                | Obra infantil o juvenil |
| 2013 | German Cabrera Brenes | Bandas Callejeras                       | Cuento joven            |
| 2011 | desierto              | desierto                                | desierto                |
| 2009 | Daniel Garro Sánchez  | La máquina de los sueños                | Novela Juvenil          |
| 2007 | Floria Jiménez Díaz   | La tía Poli y su gato fantasma          | Cuento                  |
| 2006 | desierto              | desierto                                | desierto                |
| 2005 | desierto              | desierto                                | desierto                |
| 2004 | desierto              | desierto                                | desierto                |
| 2003 | Floria Jiménez Díaz   | Érase un monstruo                       | Poesía                  |
| 2002 | desierto              | desierto                                | desierto                |
| 2001 | desierto              | desierto                                | desierto                |
| 2000 | Orlando Burgos        | Abuelo                                  | Novela                  |
| 1999 | Minor Arias           | Canción de lunas para un duende         | Poesía                  |
| 1998 | José Fernando Álvarez | Caminito del Mar                        | Teatro                  |
| 1997 | Ani Brenes Herrera    | Cuentos con alas y luz                  | Infantil                |
| 1996 | desierto              | desierto                                | desierto                |
| 1995 | desierto              | desierto                                | desierto                |
| 1994 | desierto              | desierto                                | desierto                |
| 1993 | desierto              | desierto                                | desierto                |
| 1992 | desierto              | desierto                                | desierto                |
| 1991 | Clara Amelia Acuña    | Agua del cántaro                        | Poesía                  |
| 1990 | Carlos Rubio          | Pedro y su teatrino maravilloso         | Cuento                  |
| 1989 | desierto              | desierto                                | desierto                |
| 1988 | Delfina Collado       | El unicornio y sus estrellas            | Infantil                |
| 1987 | desierto              | desierto                                | desierto                |
| 1986 | José Andrés Solano    | Viudita laurel                          | Infantil                |
| 1985 | desierto              | desierto                                | desierto                |
| 1984 | desierto              | desierto                                | desierto                |
| 1983 | desierto              | desierto                                | desierto                |
| 1982 | desierto              | desierto                                | desierto                |
| 1981 | Rodolfo Dada          | El abecedario del Yaqui                 | Infantil                |
| 1980 | desierto              | desierto                                | desierto                |
| 1979 | Floria Ferrero        | El planeta                              | Infantil                |
| 1978 | Alfredo Cardoña Peña  | La nave de las estrellas                | Infantil                |
| 1977 | Alfonso Chase         | Fábula de fábulas                       | Juvenil                 |
| 1976 | Floria Jiménez        | Mirrusquita                             | Infantil                |
| 1975 | Lara Ríos             | Algodón de azúcar                       | Infantil                |
| 1974 | desierto              | desierto                                | desierto                |
| 1973 | desierto              | desierto                                | desierto                |
| 1972 | desierto              | desierto                                | desierto                |